# Conomitra linearis
Conomitra linearis là một loài thực vật có hoa trong họ La bố ma. Loài này được Fenzl mô tả khoa học đầu tiên năm 1839.